# Chiesa di Santa Maria Assunta (Gravellona Lomellina)
La chiesa di Santa Maria Assunta, detta anche della Beata Vergine Assunta oppure di San Faustino, è la parrocchiale di Gravellona Lomellina, in provincia di Pavia e diocesi di Vigevano; fa parte del vicariato di Mortara e Cassolnovo.

## Storia
La primitiva chiesa di Gravellona Lomellina era dedicata a San Giovanni; questo edificio aveva la facciata rivolta ad occidente, era dotato di un battistero a pianta ottagonale e accanto ad esso sorgeva il cimitero.
La prima pietra nella nuova parrocchiale venne posta nell'anno 1598; la consacrazione della chiesa fu impartita il 17 aprile 1617.
Nel 1829 la parrocchia passò dalla diocesi di Vigevano alla quella di Novara.
Nel 1850 nella chiesa vennero poste le reliquie di San Faustino, precedentemente collocate nella catacombe romana di Santa Ciriaca.
La facciata subì un rifacimento tra la fine del XIX e l'inizio del XX secolo, seguito nel 1933 da un ulteriore intervento ad opera dell'architetto novarese Giovanni Lazanio, il quale optò per mantenerne lo stile barocco.
Nel 2016 la chiesa tornò nuovamente nella diocesi di Vigevano, come da decisione della Congregazione per i vescovi, ripristinando in tal modo la situazione che sussisteva antecedentemente al 1829.

## Descrizione

### Facciata

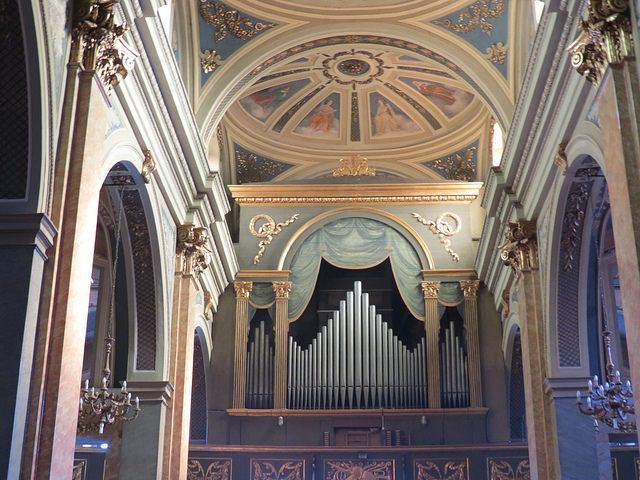
L'organo

La facciata della chiesa, in stile neobarocco, è a salienti ed è spartita da una cornice marcapiano in due registri; quello inferiore è tripartito da quattro coppie di lesene binate dotate di capitelli ionici sorreggenti la trabeazione e presenta il portale maggiore sormontato da un timpano spezzato e i due ingressi laterali, sopra i quali si aprono altrettante finestre, mentre quello superiore, affiancato da due archi che lo ricordano al piano sottostante, è caratterizzato da due coppie di lesene laterali e da una nicchia in cui è collocata una statua ed è coronato dal timpano triangolare, ai lati del quale vi sono due pinnacoli e sovrastato da una statua.